# Centralni-istočni malajsko-polinezijski jezici
Centralni-istočni malajsko-polinezijski jezici /Central-Eastern/, jedan od glavnih ogranaka malajsko-polinezijske jezične porodice koji obuhvaća (708) jezika (po novijm podacima 718) podijeljenih u tri glavne podskupine, centralnu,  istočnu, hukumina (1) i neklasificirani jezik kuri. Ovi jezici govore se na području Indonezije i Oceanije.
A) centralni malajsko-polinezijski  (168), danas (169) 
a) aru (14), Indinezija/Maluku: barakai, batuley, dobel, karey, koba, kola, kompane, lola, lorang, manombai, mariri, tarangan (2 jezika, istočni i zapadni), ujir,
b) Babar (11), Indonezija/Maluku: babar (2 jezika, sjeverni i jugoistočni), dai, dawera-daweloor, emplawas, imroing, masela (3 jezika, zapadni, središnji i istočni), serili, tela-masbuar.
c) Bima-Sumba (27), Indonezija/Nusa Tenggara: anakalangu, bima, dhao, ende, istočni ngad'a,  kambera, ke'o, kepo', kodi, komodo, lamboya, laura, li'o, mamboru, manggarai, nage, ngad'a, palu'e, rajong, rembong, riung, rongga, sabu, so'a, wae rana, wanukaka, wejewa.
d) centralni maluku (55), Indonezija/Maluku: alune, amahai, ambelau, asilulu, banda, bati, benggoi, boano, bobot, buru, elpaputih, geser-gorom, haruku, hitu, horuru, hoti, huaulu, hulung, kadai, kaibobo, kamarian, kayeli, laha, larike-wakasihu, latu, liana-seti, lisabata-nuniali, lisela, loun, luhu, mangole,  manipa, manusela, masiwang, moksela, naka'ela, nuaulu (dva jezika, sjeverni i južni), nusa laut, palumata, paulohi, piru, salas, saleman, saparua, seit-kaitetu, sepa, sula, taliabu, teluti, tulehu, watubela, wemale (2 jezika, sjeverni i južni), yalahatan.
e) sjeverni Bomberai (4) Indonezija /Papua: arguni, onin, sekar, uruangnirin.
f) južni Bomberai (1), Indonezija/Papua: Kowiai.
g) jugoistični Maluku (5), Indonezija/Maluku: fordata, kei, selaru, seluwasan, yamdena.
h) Teor-Kur (2), Indonezija/Maluku: kur, teor.
i) Timor (48), Indonezija/Nusa Tenggara, Indonezija/Maluku, Istočni Timor: adonara, alor, amarasi, aputai, baikeno, bilba, istočni damar, dela-oenale, dengka, galoli, habu, helong, idaté, ile ape, ili'uun, kairui-midiki, kedang, kemak, kisar, lakalei, lamaholot, lamalera, lamatuka, lembata (2 jezika, južni i zapadni), leti, levuka, lewo eleng, lewotobi, lole, luang, mambae, nauete, nila, perai, ringgou, roma, serua, sika, talur, termanu, tetun, te'un, tii, tugun, tukudede, uab meto, waima'a.
j) zapadni Damar (1), Indonezija/Maluku: zapadni damar.
B) istočni malajsko-polinezijski (539), danas (547) 
a) Oceanijski (498)
a1) otočje Admiralty (31): andra-hus, baluan-pam, bipi, elu, ere, hermit, kaniet, kele, khehek, koro, kurti, leipon, lele, lenkau, likum, loniu, lou, mokerang, mondropolon, nali, nauna, nyindrou, pak-tong, papitalai, penchal, ponam, seimat, sori-harengan, titan, tulu-bohuai, wuvulu-aua.
a2) centralna-istočna Oceanija  (234); ajië, akei, amba, ambae (2 jezika, zapadni i istočni), amblong, aneityum, anuta, aore, apma, araki, 'are'are, arhâ, arhö, arosi, asumboa, aulua, austral, axamb, baeggu, baelelea, baetora, baki, bauro, bierebo, bieria, big nambas, birao, bughotu, burmbar, butmas-tur, bwatoo, caac, cemuhî, dakaka, dehu, dixon reef, dori'o, dumbea, emae, eton, fagani, fataleka, fidžijski (fijian), fortsenal, futuna-aniwa, fwâi, gela, ghari, gone dau, gula'alaa, haeke, hano, havajski (hawaiian), haveke, hiw, hmwaveke, iaai, ifo, istočni futuna, jawe, jugoistočni ambrym (ambrym, southeast), jugozapadni tana (tanna, southwest), južni efate (efate, south), kahua, kapingamarangi, karolinski  (carolinian), katbol, kiribati, koro, kosraean, kumak, kwaio, kwamera, kwara'ae, labo, lakona, lamenu, larevat, lau, lauan, lehali, lehalurup, lelepa, lenakel, lengo, letemboi, lewo, lingarak, litzlitz, lomaiviti, longgu, lonwolwol, lorediakarkar, mae, mafea, maii, malango, malfaxal, malo, malua bay, mangarevanski (mangareva), maori, mapia, maragus, marino, markeški (marquesan, 2 jezika, sjeverni i južni), maršalski (marshallese), maskelynes, mea, mele-fila, merei, merlav, mokilese, morouas, mortlockese, mosina, mota, motlav, mpotovoro, namakura, namonuito, namosi-naitasiri-serua, narango, nasarian, nauruan, navut, neku, nemi, nengone, niuafo'ou, niuatoputapu, niujski (niue), nokuku, nukumanu, nukuoro, nukuria, nume, numee, nyâlayu,  ontong java, oroha, orowe, owa. pááfang, paama, paicî, penrhyn, piamatsina, pije, pileni, pingelapese, pohnpeian, polonombauk, port sandwich, port vato, pukapuka, puluwatese, pwaamei, pwapwa, rakahanga-manihiki, rapa, rapa nui, rarotongan, rennell-belona, repanbitip, rerep, roria, rotuman, sa, sa'a, sakao, samoanski, satawalese, seke,  shark bay, sie, sikaiana, sjeverni ambrym (ambrym, north), sjeverni efate (efate, north), sjeverni tanna (tanna, north), sonsorol, south west bay, sowa, središnji maewo (maewo, central), tahitiski (tahitian), takuu, talise, tambotalo, tanapag, tanema, tangoa, tanimbili, tasmate, teanu, tiale, tikopia, tiri, to'abaita, tobian, toga, tokelauan, tolomako, tonganski, tručki (chuukese)tuamotu, tutuba, tuvalu, ulithian, unua, ura, uripiv-wala-rano-atchin, valpei, vamale, vano, vao, vatrata, vinmavis, vunapu, waamwang, wailapa, wala, wallisian, wetamut, whitesands, woleaian, wusi, xârâcùù, xaragure, yuaga, zapadni fidžijski, zapadni uvea (uvean, west), zire.
a3) St. Matthias (2) Papua Nova Gvineja: mussau-emira, tenis.
a4) zapadna Oceanija (230) Solomonovi Otoci, Papua Nova Gvineja: abadi, adzera, aigon, aiklep, akolet, amara, anuki, anus, apalik, are, aribwatsa, aribwaung, arifama-miniafia, arop-lukep, arop-sissano, 'auhelawa, avau, awad bing, babatana, bannoni, bariai, barok, bebeli, biem, bilbil, bilur, bina, blablanga, bola, bonggo, boselewa, buang (2 jezika, mangga i mapos), budibud, bugawac, buhutu, bulu, bunama, bwaidoka, bwanabwana, cheke holo, dambi, dawawa, diodio, dobu, doga, duau, duke, duwet, galeya, gao, gapapaiwa, gedaged, ghanongga, ghayavi, gimi, gitua, gorakor, gumawana, guramalum, gweda, hahon, haigwai, hakö, halia, hoava, hote, hula, iamalele, iduna, iwal, kaiep, kairiru, kakabai, kandas, kaninuwa, kapin, kara, karnai, karore, kaulong, kayupulau, keapara, kela, kilivila, kis, kokota, koluwawa, konomala, kove, kuanua, kumalu, kuni, kusaghe, label, labu, laghu, lala,  lamogai, lavatbura-lamusong, lawunuia, lesing-gelimi, lihir, liki, lote, lungga, lusi, madak, magori, maiadomu, maisin, maiwala, malalamai, malasanga, maleu-kilenge, malol, mamusi, manam, mandara, mangseng, mari, marik, marovo, masimasi, mato, matukar, mbula, medebur, mekeo, mengen, meramera, minaveha, mindiri, minigir, misima-paneati, miu, molima, mono, motu, mouk-aria, muduapa, musom, mutu, muyuw, mwatebu, nafi, nakanai, nalik, nehan, nimoa, notsi, numbami, ormu, ouma, oya'oya, papapana, patep, patpatar, petats, piu, podena, ramoaaina, ririo, ronji, roviana, saliba, saposa, sengseng, sepa, sera, sewa bay, siar-lak, simbo, sinaugoro, sio, sissano, sobei, solong, solos, suau, sudest, sursurunga, takia, tami, tangga, tarpia, taupota, tawala, teop, terebu, tiang, tigak, tinputz, tobati, tomoip, torau, toura, tumleo, tungag, ubir, ughele, ulau-suain, uneapa, uruava, vaghua, vangunu, varisi, vehes, wab, wa'ema, wagawaga, waima, wakde, wampar, wampur,  watut (3 jezika, središnji,. sjeverni i južni), wedau, wogeo, yabem, yakaikeke, yakamul, yamap, yamna, yarsun, yoba, zabana, zazao,zenag.
a5) japski (yapese) (1) Mikronezija; japski
b) južna Halmahera-zapadna Nova Gvineja (41), Indonezija: ambai, ansus, as, bedoanas, biak, biga, buli, busami, dusner, erokwanas, gane, gebe, irarutu, iresim, kawe, kurudu, legenyem, maba, maden, makian, marau, matbat, ma'ya, meoswar, mor, munggui, papuma, patani, pom, roon, sawai, serui-laut, tandia, wabo, waigeo, wandamen, waropen, wauyai, woi, yaur, yeretuar.
C) Hukumina (1) hukumina
D) neklasificirani (1), Indonezija: kuri.

## Vanjske poveznice
- Ethnologue (14th)